# フリスト・ルコフ
フリスト・ルコフ（Христо Николов Луков；1887年 - 1942年2月13日）は、ブルガリアの軍人、政治家。中将。
ヴァルナ出身。1907年、ソフィアの軍事学校を卒業。第一次世界大戦に従軍。1924年から1928年、砲兵射撃学校長。1928年～1934年、軍事省砲兵監察部教育班長。軍の雑誌Артиллерийски преглядの編集長。1934年から第3師団長。
1935年11月23日、ゲオルギ・キョセイヴァノフの無党派内閣組閣の際、国防相として入閣した。国防相在任時、独自の立場を有していたブルガリア軍をボリス3世の親政下に置くために、軍内で大きな影響力を有していた軍事同盟を解散させた。また、軍制をドイツ式に改めた。1938年1月24日、T.ダスカロフ将軍と交代。
その後、地域ファシスト組織の指導者の1人となり、反ファシスト派により暗殺された。